# プルーデンシャル
プルーデンシャル (英: Prudential plc) は、イギリス・ロンドンに本社を置く、生命保険・金融サービス企業。ロンドン証券取引所、ニューヨーク証券取引所 、香港証券取引所、シンガポール証券取引所に上場している（LSE: PRU、NYSE: PUK、SEHK: 2378、SGX: K6S）。日本では資産運用部門がイーストスプリング・インベストメンツ株式会社として運営されている。

## 沿革

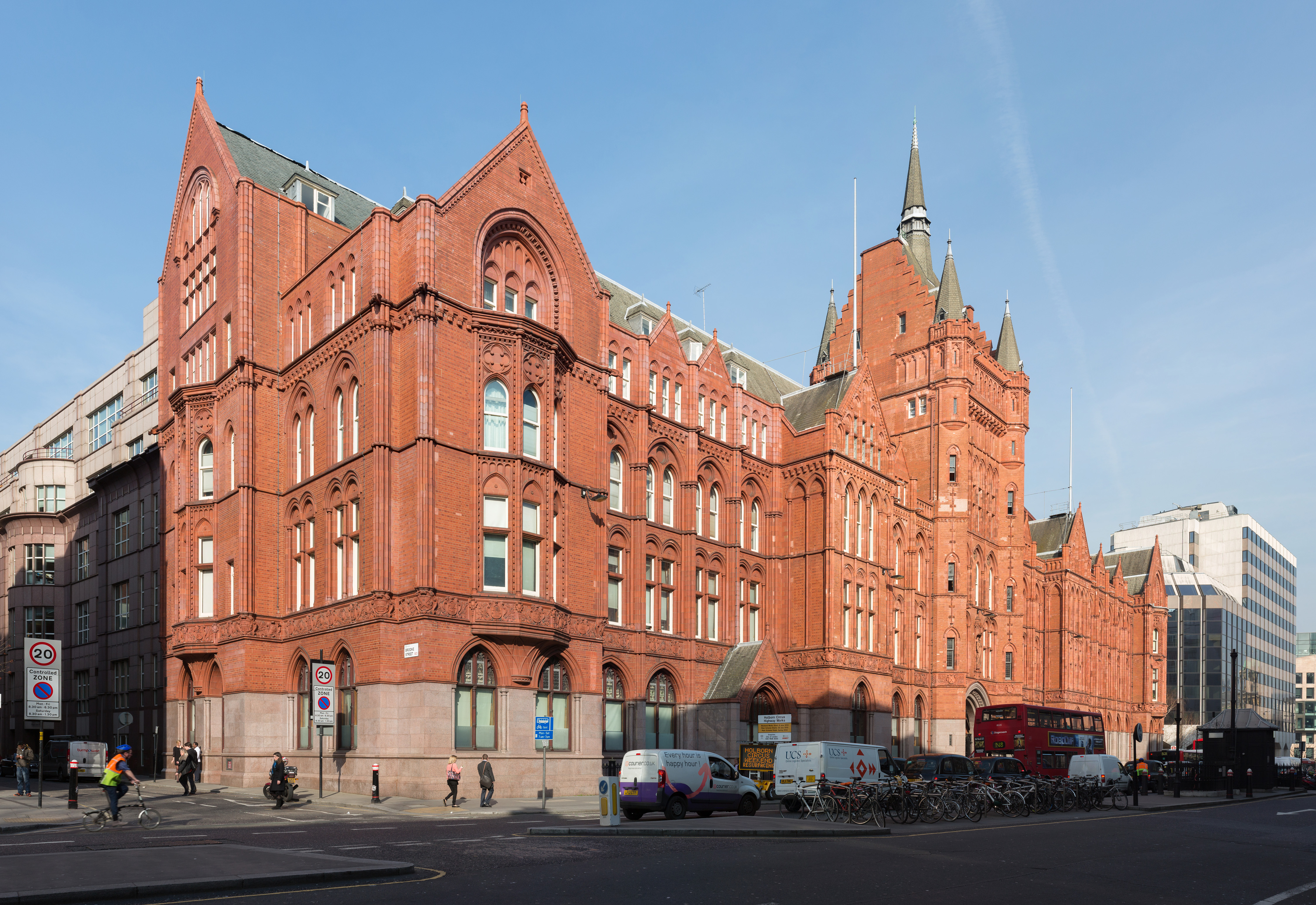
長年本社として使用されたHolborn Bars

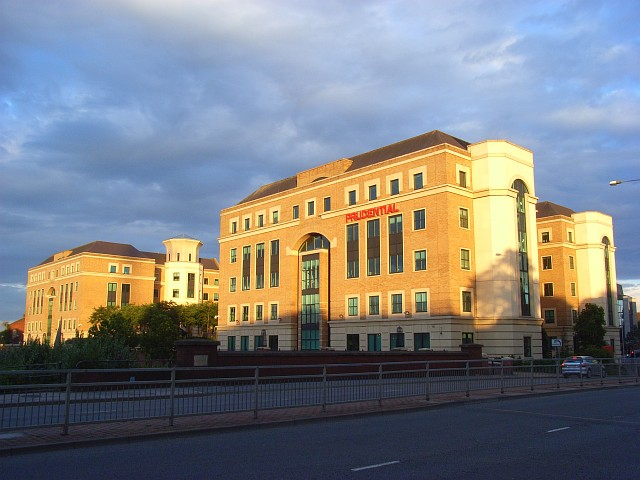
レディングの事業所

1848年5月30日、The Prudential Mutual Assurance Investment and Loan Associationの名称でロンドンで創業、労働者にローンの貸し出しを行った。1854年、保険商品の訪問販売を世界で初めて開始、その訪問販売スタイルは、イギリスで長年"Man from the Pru"と呼ばれて親しまれた。1879年、本社をロンドン市内のHolborn Barsに移転、建築家のAlfred Waterhouseにより設計されテラコッタで彩られた建物は、ロンドン自然史博物館と同時に建築され、プルーデンシャルの本社として長年使用された。1881年に株式会社となり、1924年にロンドン証券取引所に上場した。
1986年、アメリカ・ミシガン州を拠点とするJackson National Lifeを買収、アメリカにおけるプルーデンシャルの有力子会社としたのに続き、1999年、資産運用会社のM&G Investmentsを買収した。1997年、グラスゴーを拠点とする1826年創業のScottish Amicableを買収した。2000年6月、ニューヨーク証券取引所に上場した。1998年、Egg Bankingと呼ばれるインターネットバンキング部門を創設、たちまち55万人の顧客が集まったが、利益の確保には至らず、2007年1月に同部門をシティグループに売却している。2004年10月、南アフリカ企業とのジョイント・ベンチャーにより、VitalityHealthと呼ばれる医療保険サービスを開始した。
現在、プルーデンシャルの最大の部門はアジア地域であり、香港、シンガポールなどの東南アジア諸国、インドの市場を中心に、多数の顧客を持っている。日本では2001年2月、オリコ生命保険の全株式を買収、プルーデンシャル子会社の「PCA生命保険株式会社」として事業運営を行っていたが、2015年2月にSBIホールディングスに売却した（現在のSBI生命保険）。近年はアフリカにも進出し、2013年12月にガーナのExpress Lifeを、2014年9月にケニアのShield Assuranceを買収・併合し、プルーデンシャルの一部門としている。
2013年以降、ロンドンで毎年開催されるサイクリストの祭典、Ride Londonの主要スポンサーとなっており、同祭典はPrudential Ride Londonと呼ばれる。

## 構成
現在、プルーデンシャルの主要事業は以下の4つとなっている。
- Prudential UK, Europe & Africa - 年金、終身定期金、貯蓄から、債権・少額投資まで扱う伝統部門。
- M&G Investments - 資産運用会社。アジア部門は「イーストスプリング・インベストメンツ」の名称であり、日本法人「イーストスプリング・インベストメンツ株式会社」は、東京（丸の内パークビルディング）にオフィスを持つ。
- Prudential Corporation Asia - 香港を拠点とする、現在の最大部門。
- Jackson National Life Insurance Company - 企業名はアンドリュー・ジャクソンに由来する。